# Lago Abbe
Il lago Abbe è un lago salato situato al confine tra Etiopia e Gibuti. Fa parte ed è il maggiore di una catena di laghi collegati, gli altri, da sud a nord sono i laghi Gargori, Laitali, Gummare, Bario e Afambo.

## Descrizione
Il lago Abbe è endoreico, ossia non ha emissari; è alimentato dal fiume Auasc e da due uadi stagionali chiamati Oleldere e Abuna Merekese. La sua superficie di 450 km² è composta per circa il 75% da specchio d'acqua e per l'altro 25% da deserto salino.
La profondità è variabile con la stagione e dipende dall'andamento delle piogge e del clima.
Il lago è situato nel triangolo di Afar, il punto di incontro di tre placche tettoniche che si stanno progressivamente allontanando l'una dall'altra.
Sulla riva nord-occidentale del lago si trova il Monte Dama Ali un vulcano quiescente (1069 m s.l.m.) mentre sulla riva sudoccidentale e meridionale si estende una vasta piana salina larga circa 10 km.